# Masacre de Madjoari
La masacre de Madjoari ocurrió el 25 de mayo de 2022 cuando un grupo de hombres armados sospechosos de ser yihadistas atacaron la localidad rural de Madjoari en la provincia de Kompienga, Burkina Faso. La masacre dejó al menos 50 civiles muertos cuando intentaban huir de un bloqueo. Fue el tercer ataque que tuvo lugar en Madjoari en mayo de 2022, después de un ataque el 14 de mayo que mató a 17 civiles y otro el 19 de mayo que mató a 11 soldados.

## Trasfondo
Desde 2015, Burkina Faso lucha contra yihadistas vinculados al Estado Islámico y Al-Qaeda en algunas partes del país. Los yihadistas atacan regularmente a civiles y soldados en el norte y el este de Burkina Faso. Más de 2.000 personas han muerto y 1,8 millones han sido desplazadas. En enero de 2022, el presidente Roch Marc Christian Kaboré fue derrocado en un golpe militar debido a su falta de esfuerzo para gestionar el deterioro de la situación de seguridad y combatir a los insurgentes islamistas.

## Ataque
El 25 de mayo de 2022, al menos 50 civiles fueron asesinados a tiros en Madjoari, que estaba ocupada por yihadistas. Testigos en el lugar dijeron que los residentes estaban tratando de huir del área bloqueada después de haber sido privados de suministros durante una semana, y que todos los muertos eran hombres. Los heridos fueron evacuados a Diapaga para recibir tratamiento.
El coronel Hubert Yameogo, gobernador de la región, dijo que la masacre fue perpetrada por "individuos armados no identificados" sospechosos de ser yihadistas.

## Reacciones
El asesinato fue condenado por el secretario general de la ONU, António Guterres, cuyo portavoz emitió un comunicado expresando las condolencias de Guterres a las familias de las víctimas y reafirmando el compromiso de las Naciones Unidas de ayudar a Burkina Faso en la gestión de la situación de seguridad del país.
El Ministerio de Relaciones Exteriores de Egipto también condenó el asesinato y reafirmó la "plena solidaridad" de Egipto con Burkina Faso en su esfuerzo por combatir a los grupos terroristas.